# Грушув (гміна Палечниця)
Ґрушув (пол. Gruszów) — село в Польщі, у гміні Палечниця Прошовицького повіту Малопольського воєводства.
Населення — 274 особи (2011).
У 1975-1998 роках село належало до Келецького воєводства.

## Демографія
Демографічна структура станом на 31 березня 2011 року:
|          | Загалом | Допрацездатний вік | Працездатний вік | Постпрацездатний вік |
| -------- | ------- | ------------------ | ---------------- | -------------------- |
| Чоловіки | 142     | 32                 | 94               | 16                   |
| Жінки    | 132     | 20                 | 86               | 26                   |
| Разом    | 274     | 52                 | 180              | 42                   |